# واردن، کنت
واردن (به انگلیسی: Warden) یک روستا و محله مدنی در بریتانیا است که در Swale واقع شده‌است. واردن ۱٬۷۶۳ نفر جمعیت دارد.